# Jake Raynal
Pour les articles homonymes, voir Raynal.
Jacques Raynal, dit Jake Raynal, est un auteur de bande dessinée français né le 28 avril 1968.

## Biographie
Jake Raynal publie dans le magazine Fluide glacial depuis 1994, dans un premier temps des histoires courtes indépendantes.. Ces histoires ont été réunies dans deux albums aux éditions Fluide glacial et Les Rêveurs. En 2003, il lance dans le magazine la série Melody Bondage qu'il scénarise, le dessin étant assuré par Claire Bouilhac. Il réalise également avec cette dessinatrice la série de comic strip Francis.
À partir de 1994, il s'associe avec la dessinatrice Claire Bouilhac pour la série Francis Blaireau Farceur, qui connaît sept volumes et un hors-série. En 2016, adaptant la série Francis, la compagnie Victor B. organise le spectacle Francis sauve le monde au Théâtre de Namur, reprenant 30 des 240 petites histoires.

## Œuvres publiées

### Albums
One-shots
- Le comportement social, Cornélius, 1994
Scénario : Capron - Dessin : Jake Raynal
- Combustion spontanée[4], Audie, coll. « Fluide glacial »,  (ISBN 2-85815-235-7), 1998
Scénario et dessin : Jake Raynal
- Esprit frappeur, Les Rêveurs,  (ISBN 2-912747-10-4), 2001
Scénario et dessin : Jake Raynal
- Melody Bondage : My name is bondage, Audie,  (ISBN 2-85815-377-9), 2003
Scénario : Jake Raynal - Dessin : Claire Bouilhac[5],[6]
- Les Nouveaux Mystères, Audie, coll. « Fluide glacial », 2015
Scénario et dessin : Jake Raynal
- Les Situationnistes, Le Lombard, coll. « La Petite Bédéthèque des savoirs »,  (ISBN 978-2-8036-3741-6), 2017
Scénario : Christophe Bourseiller - Dessin : Jake Raynal
- La Septième Arme, La Découverte »,  (ISBN 978-2-7071-9443-5), 2018
Scénario : David Servenay - Dessin : Jake Raynal[7],[8]

Francis, avec Claire Bouilhac (dessins), Cornélius, coll. « Delphine »
- n°1 Francis blaireau farceur, Cornélius coll. « Delphine »,  (ISBN 2-909990-06-0), 1994
Scénario : Jake Raynal - Dessin : Claire Bouilhac - Couleurs : N&B
- n°2 Francis veut mourir, Cornélius coll. « Delphine »,  (ISBN 2-909990-10-9), 1996
Scénario : Jake Raynal - Dessin : Claire Bouilhac - Couleurs : N&B
- n°3 Francis cherche l'amour, Cornélius coll. « Delphine »,  (ISBN 2-909990-39-7), 1997
Scénario : Jake Raynal - Dessin : Claire Bouilhac - Couleurs : N&B
- n°4 Francis sauve le monde, Cornélius coll. « Delphine »,  (ISBN 2-915492-04-2), 2005
Scénario : Jake Raynal - Dessin : Claire Bouilhac - Couleurs : N&B
- n°5 Francis rate sa vie, Cornélius coll. « Delphine »,  (ISBN 978-2-915492-68-2), 2009
Scénario : Jake Raynal - Dessin : Claire Bouilhac - Couleurs : N&B
- n°6 Francis est malade, 2013, Cornélius coll. « Delphine », N&B
Scénario : scénariste - Dessin : Jake Raynal - Couleurs : Claire Bouilhac -  (ISBN 978-2-360-81065-9)
- n°7 Francis est papa, Cornélius coll. « Delphine »,  (ISBN 978-2-360-81134-2), 2017
Scénario : Jake Raynal - Dessin : Claire Bouilhac - Couleurs : N&B

Cambrioleurs
- Cambrioleurs - Les Oiseaux de Proie, Casterman, 2013[10],[11]
- Cambrioleurs - Les Hommes-Léopards, Casterman, 2013[12],[13]

### Collectifs
- Comix 2000, L'Association, 2000.
- Comicscope de David Rault, L'Apocalypse, 2013.
- ABCD de la Typographie (participation), scénario de David Rault, Gallimard, 2018 [14],[15]